# Kongsberg IF
Kongsberg IF (norwegisch Kongsberg Idrettsforening, kurz KIF) ist ein Sportverein aus dem norwegischen Kongsberg.
Der Verein wurde am 26. Januar 1899 gegründet und setzte seinen Schwerpunkt von Anfang an auf den Wintersport. Heute existiert jedoch auch eine erfolgreiche Fußballabteilung, deren 1. Männermannschaft in der 3. norwegischen Liga und deren 1. Frauenmannschaft in der 2. norwegischen Liga spielt. Zudem existiert im Verein noch eine Turn- sowie eine Leichtathletikabteilung.
Die erfolgreichste Abteilung des Vereins ist jedoch der Wintersport. Aus dem Verein gingen unter anderem die erfolgreichen Skispringer Sigmund Ruud, Birger Ruud, Asbjørn Ruud, Hans Beck, Hilmar Myhra (auch Fußball), Petter Hugsted, Arnholdt Kongsgård und Daniel-André Tande hervor. Im Snowboard ist Stine Brun Kjeldaas mit einer olympischen Silbermedaille sowie einer Silber- und zwei Bronzemedaillen bei Weltmeisterschaften erfolgreiche Repräsentantin des Vereins.